# Златан Муслимовић
Златан Муслимовић (6. март 1981, Бања Лука) бивши је босанскохерцеговачки фудбалер и репрезентативац.